# Salix lucida
Salix lucida — вид квіткових рослин із родини вербових (Salicaceae).

## Морфологічна характеристика
Це дерево чи кущ 4–6 метрів. Гілки від гнучких до дуже крихких біля основи, жовто-коричневі, сіро-коричневі чи червоно-коричневі, злегка чи дуже блискучі, голі чи ворсинчасті; гілочки жовто-бурі, сіро-бурі чи червоно-бурі, голі, ворсисті, густо ворсинчасті чи оксамитові, волоски розпростерті, прямі, хвилясті чи зморшкуваті. Листки на ніжках 5–13 мм: найбільша листкова пластина дуже вузько-еліптична, вузько-еліптична чи ланцетоподібна, (24)55–133 × 11–43 мм; краї плоскі, зубчасті; верхівка від загостреної до хвостатої; абаксіальна (низ) поверхня зазвичай не сиза (чи рідко), гола, волосиста, ворсинчаста чи довго-шовковиста, волоски притиснуті чи розпростерті, білі та/чи залозисті; адаксіальна поверхня злегка чи сильно блискуча, гола, волосиста чи довго-шовковиста, волоски білі та/чи залозисті; молода пластинка червонувата чи жовтувато-зелена, гола чи густо ворсинчаста чи довго-шовковиста абаксіально, волоски білі та залозисті. Сережки: тичинкові 19–69 × 4–14 мм; маточкові 23–56 (70 у плоді) × 8–12 мм. Коробочка 5–7 мм. 2n = 76. Цвітіння: початок травня — середина липня.

## Середовище проживання
Сен-П'єр і Мікелон, Канада (Саскачеван, Квебек, о. Принца Едуарда, Онтаріо, Нова Шотландія, Північно-Західні території, о. Ньюфаундленд, Нью-Брансвік, Манітоба, Лабрадор, Британська Колумбія, Юкон, Альберта); США (Вайомінг, Вісконсин, Західна Вірджинія, Вашингтон, Вірджинія, Вермонт, Юта, Південна Дакота, Род-Айленд, Пенсільванія, Орегон, Огайо, Північна Дакота, Нью-Йорк, Нью-Мексико, Нью-Гемпшир, Невада, Монтана, Міннесота, Мічиган, Массачусетс, Мериленд, Мен, Канзас, Аляска, Аризона, Каліфорнія, Колорадо, Коннектикут, Делавер, Айдахо, Іллінойс, Індіана, Айова). Населяє піщані або галькові заплави, окрайці озер, осокові луки, весняні басейни, альвари, відкриті болота, мергельні болота, лісові болота; 0–600 метрів.

## Використання
Ця верба забезпечує важливий корм для дикої природи та худоби.